# 文昌锥
文昌锥（学名：Castanopsis wenchangensis），为壳斗科锥属下的一个植物种。